# Томас Пинчън
Томас Рагълс Пинчън-младши (на английски: Thomas Ruggles Pynchon, Jr.) е американски писател. Пинчън е един от най-изтъкнатите представители на американския постмодернизъм от втората половина на XX век.

## Биография и творчество
Томас Пинчън е роден на 8 май 1937 г. в Глен Коув, Ню Йорк, САЩ.
Творчеството му се характеризира с метафоричност, интертекстуалност, богата лексикална и техническа начетеност по много теми и сложни въпроси (от историята, науката, математиката), в които фикцията и реалността са слети в почти неразделима симбиоза. Личността му е обгърната в мистерия, тъй като не дава интервюта и не се появява на обществени събития – дори на церемонии по получаване на присъдени му награди. Романите му „V“ (1963), „Обявяването на серия № 49“ (1966 и „Гравитационната дъга“ (1973) го превръщат в култов автор в американските университетски среди.
Носител на наградата на американската критика за 1974 година.
На български език първата му издадена книга е „Обявяването на серия № 49“, преведена от Красимир Желязков, а откъс от първия му и най-прочут роман, „V“, излиза в „Литературен вестник“ в превод на Зорница Димова.

### Романи
- The Small Rain (1959)
- (1963) V. (V.) 
V., изд.: Моята библиотека, София (2020), прев. Красимир Желязков
- (1966) The Crying of Lot 49
Обявяването на серия N 49, изд.: Народна култура, София (1990), прев. Красимир Желязков
- (1973) Gravity's Rainbow
Гравитационна дъга, изд.: Моята библиотека, София (2020), прев. Красимир Желязков
- (1990) Vineland (Вайнленд)
- (1997) Mason & Dixon (Мейсън и Диксън)
- (2006) Against The Day (Срещу деня)
- (2009) Inherent Vice
Вроден порок, изд.: ИК „Колибри“, София (2018), прев. Владимир Полеганов
- (2013) The Bleeding Edge
На ръба на света, изд.: ИК „Колибри“, София (2017), прев. Владимир Полеганов[8]
- (2025) Shadow Ticket

### Сборници с разкази
- (1983) Slow Learner (Бавноразвиващият се)

### Разкази в периодиката
- (1959) „Mortality and Mercy in Vienna“ Epoch 9, Spring 1959
- (1960) „Low-lands“ New World Writing 16
- (1960) „Entropy“ Kenyon Review 2 Spring 1960
- (1961) „Under the Rose“ Noble Savage 3
- (1964) „The Secret Integration“ Saturday Evening Post 19 – 26 декември 1964
- (1965) „The World (This One), the Flesh (Mrs. Oedipa Maas), and the Testament of Pierce Inverarity“ Esquire 64 December 1965)
- (1966) „The Shrink Flips“ Cavalier 16 March 1966

### Есета
- (1966) „A Journey Into the Mind of Watts“ New York Times Magazine 12 юни 1966
- (1984) „Is it O.K. to Be a Luddite?“ New York Times Book Review 28 октомври 1984
- (1993) „Nearer My Couch To Thee“ New York Times Book Review 6 юни 1993
- (1996) „Lunch with Lotion“ Esquire Vol. 125, No. 6 June 1996
- (2006) „The Evolution of the Daily Show“ The Daily Show: Ten Fu@#ing Years (The Concert) 16 ноември 2006

### Рецензии
- (1965) „A Gift of Books.“ Holiday 38:6 December 1965, рец. за романа „Warlock“ на Оукли Хол.
- (1988) „The Heart's Eternal Vow“ New York Time Book Review 10 април 1988, рец. за романа „Love in the Time of Cholera“ на Габриел Гарсия Маркес